# Джордж, Дилан
Дилан Джордж (нидерл. Dylan George; 27 июня 1998 года, Бевервейк, Нидерланды) — нидерландский футболист, играющий на позиции полузащитника за клуб АДО '20.

## Карьера
Джордж является воспитанником «Твенте», в академию которого он перебрался в 13 лет. Выступал за молодёжную команду, в общей сложности провёл за неё 22 игры, забил 7 мячей. С сезона 2016/2017 привлекается к тренировкам с основной командой. 4 марта 2017 года дебютировал в Эредивизи в поединке против «Виллема II», выйдя на замену после перерыва вместо Чинеду Эде. Всего в дебютном сезоне провёл 8 игр, забил 1 мяч, 14 мая 2017 года в поединке против «Гронингена».
В сентябре 2021 года стал игроком болгарского клуба «Спартак». 23 августа 2022 года перешёл в бельгийский «Эндрахт Алст».